# 荚状层积云
荚状层积云（学名：Stratocumulus lenticularis，缩写：Sc len)，是层积云的一种，相对较为罕见。荚状层积云呈扁平的透镜或杏仁状，云体通常被拉得很长，且轮廓分明。荚状层积云可由许多较小的结构（这些结构在其相对于观察者的高度角大于30°时，角宽度大于5°）密聚而成，也可由一些外观稍显平滑、通常颜色较暗的结构组成。当荚状层积云经过太阳下方时，可能会有虹彩出现。